# Lymanopoda marianna
Lymanopoda marianna är en fjärilsart som beskrevs av Otto Staudinger 1897. Lymanopoda marianna ingår i släktet Lymanopoda och familjen praktfjärilar. Inga underarter finns listade i Catalogue of Life.